# Triglifo

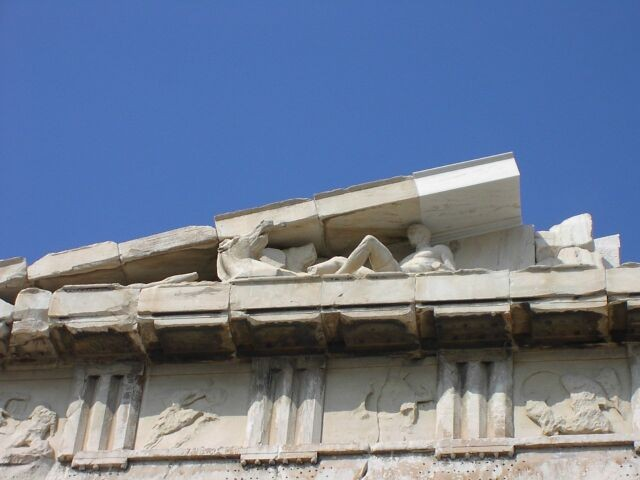
La figura mostra una trabeazione del Partenone su cui risaltano dei triglifi; si notino anche le metope interposte, seppure in cattivo stato e il timpano sovrastante la trabeazione.

Il triglifo è un elemento architettonico del fregio dell'ordine dorico dell'architettura greca e romana. Consiste in una formella in pietra, decorata con scanalature verticali (i glifi): le due scanalature centrali sono uguali, mentre le due laterali sono la metà di quelle centrali e messe insieme formano la terza scanalatura ideale. Da qui il nome triglifo, dal greco trèis (tre) e glyphè (scanalatura).
Secondo quanto riportato dall'architetto romano Vitruvio, a sua volta seguito dalla maggior parte dei trattatisti rinascimentali e degli studiosi moderni, la sua forma non è casuale, ma deriva dalle testate delle travi lignee che sporgevano dalle facciate dei templi quando questi erano edificati con il legno. In seguito all'adozione della pietra molte delle forme derivanti dall'uso del legno vennero scolpite in pietra e divennero canoniche.
Nell'Antica Roma lo spazio tra le scanalature dei triglifi veniva chiamato "femur" o "femen".